# Marco Krainer

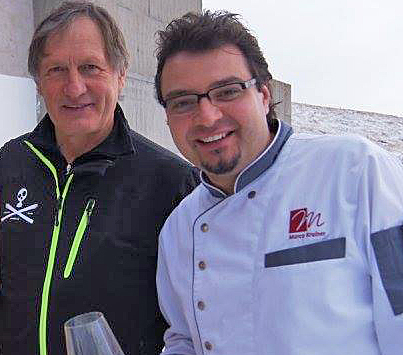
Marco Krainer (rechts) mit Franz Klammer (links) in Bad Kleinkirchheim, Österreich

Marco Krainer (genau Marco Wolfgang Krainer) (* 4. Oktober 1981 in Linz, Oberösterreich) ist ein österreichischer Koch, der u. a. auch als TV- und Radio-Koch arbeitet.
Krainer wuchs in Feld am See in Österreichs südlichstem Bundesland Kärnten auf, wo er u. a. auch heute noch einen Wohnsitz hat. In Kärnten besuchte er während seiner Ausbildung zum Koch dieselbe Kulinarik- und Tourismus-Berufsschule in Oberwollanig bei Villach wie sein Kollege Wolfgang Puck, der mittlerweile zu den berühmtesten Köchen der Vereinigten Staaten zählt.
Sehr früh interessierte er sich für Wissenschaftssendungen, bei denen es vor allem um Ernährung ging – ganz besonders für die Hobbythek im Westdeutschen Rundfunk (WDR).
Nach einer Kontaktaufnahme mit den Moderatoren Jean Pütz und Sabine Fricke, sowie Redakteuren des Sendekonzeptes, begann man sich für ihn zu interessieren. Kurz darauf erfolgte im Februar 2002 die erste Einladung ins Studio zum WDR nach Köln.
Zuerst war Krainer für das Austüfteln, Erstellen und Entwickeln der Rezepte verantwortlich. Später entstand die Idee, ihn als „Hobbythek-Koch“ auch vor der Kamera agieren zu lassen.
Krainer war mit 20 Jahren der jüngste Fernsehkoch im deutschsprachigen Fernsehen.
Er ist als Show-Koch für Veranstaltungen, Präsentationen, Food-Shows und Kochkurse unterwegs. Sehr erfolgreich läuft auch das zuerst wohl ungewöhnlich erscheinende Konzept „Kochen im Radio“. Beim österreichischen Regionalsender ORF Radio Kärnten kocht Krainer regelmäßig live in den Studios diverser Sendungen und die Zuhörer können Tipps und genaue Rezepte im Internet nachlesen.
Mittlerweile ist er als internationaler Show-Koch unterwegs. Die ersten Schritte in den USA erfolgten im Jahr 2010 beim Wintergreen Festival in den Blue Ridge Mountains (Virginia), wo Krainer auf Einladung der Veranstalter zum Thema „Vienna“ österreichische und italienische Kochshows gab.
Im Jahr 2004 kredenzte er bei seinem Auftritt beim Fernsehsender VOX im Erotik-Magazin Wa(h)re Liebe mit Lilo Wanders den Zuschauern ein erotisches Menü.
Marco Krainer setzt sich für das Thema „Kulinarik der USA“ ein. Bei seinem ersten USA-Besuch wurden dem stets an neuen Ideen interessierten Koch bestehende Vorurteile über das Essverhalten der US-Amerikaner bewusst. Krainer, der selbst in den USA wohnt, ist es bei Auftritten oft sichtlich ein Anliegen, sie zu entkräften.
Krainers inhaltliche Schwerpunkte liegen in der US-amerikanischen, italienischen, österreichischen und asiatischen Küche. Wegen seiner Vorliebe für Kürbisse wurde vom WDR auch eine eigene Hobbythek-Kürbissendung in Krainers privatem Kürbis-Garten in Österreich gedreht.